# Zec de la Rivière-des-Escoumins
Pour les articles homonymes, voir Escoumins.
La zec de la Rivière-des-Escoumins est une zone d'exploitation contrôlée (zec) située dans la municipalité des Escoumins dans la municipalité régionale de comté (MRC) de La Haute-Côte-Nord sur la Côte-Nord au Québec au Canada.

## Géographie
La "zec de la Rivière-des-Escoumins" administre un segment de 34 km de la rivière des Escoumins pour la pêche sportive. La rivière des Escoumins coule du nord vers le sud-est et elle atteint annuellement son débit de 13 à 20 m3/s en juillet.
Une route forestière longe la rivière, facilitant ainsi l'accès aux fosses à saumon.
Depuis 2014, les saumons peuvent remonter le courant au-delà de la chute du Grand-Sault grâce à une passe migratoire, leur permettant ainsi d'accéder au secteur supérieur de la rivière.

## Pêche
La pêche dans la "zec de la Rivière-des-Escoumins" est pratiquée à gué. En général, les fosses sont assez longues et sont peu profondes.
La zec est répartie en quatre secteurs dont trois sont contingentés. 66 fosses ont été répertoriées dans la zec.